# Жоховский, Михаил Константинович
Михаил Константинович Жоховский (8 (21) ноября 1904, Инжавино — 13 февраля 2002, Москва) — инженер, учёный-метролог, основоположник направления измерения сверхвысоких давлений.
Научная деятельность относилась к области измерения давления и других механических величин, и характеризовалась широким кругом научных интересов: метрология и физика высоких давлений, измерительная техника, приборостроение, физика фазовых переходов первого рода. Она проходила преимущественно в научных учреждениях Государственного комитета стандартов Совета Министров СССР.

## Биография
Михаил Константинович Жоховский родился в 1904 году в уездном городе Кирсанове Тамбовской губернии в семье ветеринарного врача, Константина-Станислава Генриховича Жоховского (1867 – 1933), дворянина Гродненской губернии, польского рода. Константин Генрихович окончил Варшавский ветеринарный институт, был зачислен на службу по ведомству Министерства внутренних дел и направлен в командировку для борьбы с чумой рогатого скота в центральные и южные губернии Российской империи. Там он познакомился со своей будущей женой Ниной Германовной, дочерью бакинского промышленника Г. О. Левенсона, и осел в Кирсанове. Профессия ветеринарного врача была чрезвычайно востребована в то время, но доход государственных служащих оставался невысоким. Отец Михаила Константиновича всю жизнь отдал ветеринарному делу и умер на службе, при железнодорожной станции Обловка на территории бывшей Тамбовской губернии. Кроме Михаила, в семье было ещё трое детей.
Когда Мише было 8-9 лет, родители разошлись, и он, вместе с младшим братом, стал жить с матерью и отчимом, Эммануилом Константиновичем Кондыревым (происходившим по материнской линии из рода Одоевских), в селе Инжавине, где тот служил земским страховым агентом. В 1942 году отчим, которого Михаил Константинович очень почитал, был арестован и погиб в лагерях. Инжавино М. К. Жоховский всегда считал своей родиной и в официальных бумагах указывал местом своего рождения. Там, по окончании начального училища, он, крещёный как католик, был присоединён к Православной Церкви. Таинство совершал священник, приходившийся дядей его будущей жене, о. Василий Богоявленский, известный в селе общественный деятель, способствовавший открытию гимназии, куда поступил и Михаил. Время его обучения в гимназии, вскоре ставшей Трудовой школой, пришлось на годы революции и гражданской войны. С 15 лет ему пришлось трудиться на разного рода подсобных работах и столкнуться лицом к лицу с бушевавшим в тех местах народным восстанием, так называемой «Антоновщиной», а после его подавления с обрушившимися на население репрессиями.
В 1921 году, спасаясь от голода, разрухи и повсеместного насилия, Михаил Константинович, при помощи старшего брата, перебрался в Москву, где поступил в техникум (потом институт) Жировой промышленности, но через два года был отчислен за «академическую неуспеваемость», хотя причиной тому, скорее всего, была неблагонадёжность происхождения его семьи в глазах советской власти. Далее он, как сам писал позже в анкете, по материальным соображением устроился препаратором в Лесной институт, но вскоре тот был переведён в Ленинград.
Наконец, в 1925 году он поступил на работу в учреждение той отрасли, с которой будет связана практически вся его дальнейшая жизнь, начав с подсобного лабораторного служащего в Московской Палате мер и весов, и закончив старшим научным сотрудником, а затем старшим научным консультантом во ВНИИМСе, откуда он ушёл на 91-м году жизни, будучи лауреатом Сталинской премии, доктором технических наук, профессором кафедры физики Московской сельскохозяйственной академии им. Тимирязева, почётным членом Метрологической академии РФ, автором оригинальных научных работ и изобретений.
На его становление в этой области повлияло знакомство с выдающимися представителями старой школы метрологов, такими как Михаил Семёнович Жаворонков, Сергей Федосеевич и Михаил Федосеевич Маликовы.
Путь М. К. Жоховского в большую науку был непрост, в том числе и в житейском отношении, из-за классовой политики властей в то время. Повсеместно проводимые «вычищения» из советских учреждений лиц непролетарского происхождения висели постоянной угрозой над Михаилом Константиновичем и его близкими. Двадцати двух лет он женился, взяв себе спутницей жизни бывшую одноклассницу по гимназии, Лидию Петровну Астафьеву, из семьи потомственного духовенства Тамбовской губернии; на следующий год у них родилась дочь.
В 1932 году он поступил в Баумановский институт на заочное отделение, но закончить его не удалось: после третьего курса он, по официальным данным, занятия «был вынужден прекратить вследствие сокращения контингента учащихся вечерних институтов». Именно в эти годы, одновременно работая, содержа семью, поддерживая родных и учась, он начал серию широких экспериментальных исследований в области манометрии, с 1933 года получил право на дополнительный очередной отпуск как изобретатель, а в 1935 году предложил свой первый оригинальный прибор (изготовленный два года спустя).
Осенью 1941-го М. К. Жоховский был переведён в связи с эвакуацией института (МГИМИП) в Томск, где пробыл с семьёй полтора года, вписав своё имя в историю отечественной метрологии периода Великой Отечественной войны, вместе со специалистами из трёх ведущих научно-исследовательских институтов страны – П. Н. Агалецким, В. В. Варнелло, Е. Ф. Долинским, А. Д. Иссинским, В. В. Мюллер, Е. С. Шпигельман и др.
В 1952 году М. К. Жоховскому была присуждена Сталинская премия 3-й степени и присвоено звание лауреата. В 1960 году состоялась его заграничная командировка в ГДР, а в 1964 году во Францию и США.
Скончался Михаил Константинович Жоховский в 2002 году, на 97-м году жизни. Похоронен на Лианозовском кладбище.

### В воспоминаниях
Из «Воспоминаний» Надежды Михайловны Муратовой, урождённой Жоховской, преподавателя сольфеджио (1927—2019):
Если же говорить о папе, то его карьера — от младшего поверителя до кандидата наук, затем доктора, профессора и наконец академика – кажется невероятной. Тем более, что формального диплома о высшем образовании (попадал под все «чистки») у него не было. И при всех собственных трудностях поразительна его готовность помогать не только родственникам или друзьям, но и просто знакомым людям. А при чрезвычайных обстоятельствах его бесстрашие и готовность прийти на помощь вставали во весь рост. Так было на Москве-реке, когда папа, один из всех сидящих на берегу, бросился спасать утопающего. Хотя мне было в ту пору около трёх лет, я до сих пор помню весь ужас той картины, когда мы с мамой увидели, что утопленник показался на поверхности, а папа наш исчез под водой. Позже выяснилось, что человек, им спасённый, был пьян. Самоотверженный труд для папы был естественным проявлением его творческих сил.
С детства рядом с нами на Кудринской жили вещи, сделанные им собственноручно, такие как кухонный стол-шкафчик, моя белая деревянная кроватка, этажерка для книг. И непонятные, но такие знакомые слова, как Коренблит (автор технического словаря, стоявшего на нижней полке этажерки) и часто упоминавшаяся в разговорах взрослых Бурдоновская трубка — были почти членами семьи. Это были папины спутники в науке. Папа любил музыку, бывал на концертах в Консерватории, слушал молодого тогда Нейгауза. Сам до женитьбы, видимо, с кем-то занимался частным образом и играл Баркаролу из «Времён года» Чайковского. Незадолго до войны папа собрал радиолу и вмонтировал её в нашу старую этажерку. Была куплена единственная пластинка с записью Мелодии Чайковского и Венгерского танца Брамса в исполнении скрипача Мирона Полякина.
Своё первое сочинение я написала в 9-летнем возрасте и подарила его папе. Головной Институт метрологии — ВНИИМ — находился в Ленинграде. Папа часто бывал там в командировках, и не было случая, чтобы он не привозил нам оттуда подарки.
Папа поощрял мои занятия музыкой и в подарок привозил мне, главным образом, книги и ноты. Но не считал за труд везти издалека и гипсовые скульптуры — это были Бетховен, Чайковский, а также Моцарт уникального каслинского литья.

Из Ленинграда папа привёз редчайшее издание Саккетти о Бетховене, Шуберте, Вебере и юбилейную «Русскую книгу о Бетховене» 1927 года <…> Отношение к книге в нашей семье всегда было самым трепетным.

## Научная деятельность

### Манометрическая пружина
Первый цикл работ, выполненный в 30-х годах, относится к экспериментальному исследованию трубчатых манометрических пружин. Здесь впервые трубчатая пружина характеризуется пределом её пропорциональности, который однозначно связан с геометрией пружины и упругими свойствами её материала. Качество пружины, как чувствительного элемента измерительного прибора, было предложено оценивать отношением предела пропорциональности к номинальному давлению.
Крупные экспериментальные работы, посвящённые исследованию упругих свойств бурдоновской пружины, выполнены в 1933—1934 гг. научным сотрудником манометрической лаборатории М. К. Жоховским.

Первая из работ этого цикла относится к исследованию влияния повышенных температур на свойства бурдоновской пружины, приведшая к выводу о необходимости искусственного старения пружин. Такой способ был найден, проверен в лабораторных и эксплуатационных условиях и предложен производящим организациям. Последовавшее внедрение метода искусственного старения пружин обеспечило высокое качество приборов в условиях эксплуатации даже при температурах в 100 °C.
Рекомендованные Жоховским трубчатые пружины были применены на Московском заводе «Манометр», а результаты исследований получили широкое признание специалистов.
В этот же период начинает формироваться новое большое направление, связанное со созданием манометров высоких давлений и с разработкой вопросов теории этих приборов.

### Поршневые манометры
Сначала была выдвинута оригинальная идея поршневого манометра с измерительным гидравлическим мультипликатором, в котором принцип непосредственной нагрузки осуществляется для очень высоких давлений при использовании ограниченного количества грузов. Идея оказалась настолько перспективной, что в течение нескольких лет были созданы поршневые манометры высокой точности для давлений в 2000, 5000 и 10 000 кгс/см2. Несколько позже предел давления был повышен до 15 000 и 20 000 кгс/см2 (последний манометр был создан в Академии наук). Поршневые манометры от 2000 до 15 000 кгс/см2 получили широкое распространение в качестве образцовых приборов в поверочной практике и в научно-исследовательских институтах СССР, и были отмечены Золотой медалью ВДНХ. На основе этих манометров были утверждены четыре государственных специальных эталона высоких давлений от 2500 до 15 000 кгс/см2.
В основу конструкции такого манометра был положен принцип гидравлического измерительного мультипликатора, позволивший выполнить прибор простым в изготовлении, портативным и удобным в пользовании. <...> Ещё более важное значение приобретает <...> исследование поршневых манометров с точки зрения погрешностей, возникающих вследствие изменения основных параметров прибора и обусловленных влиянием самого измеряемого давления. Эти погрешности, как оказалось, перестают быть пренебрегаемо малыми, как скоро измеряемые давления достигают определённых величин, а требования в отношении точности измерения остаются достаточно жёсткими. Новый метод, разработанный в этом направлении Жоховским, позволяет теоретически определять величины этих погрешностей и тем самым обеспечивает общее повышение точности группового манометрического эталона.
Успешное применение манометров с гидравлическим мультипликатором побудило распространить этот принцип на другие приборы. Совместно с В. Н. Граменицким были созданы гидравлические образцовые установки для поверки динамометров, переносной прибор для поверки товарных весов, гидравлические весы для определения больших масс и др. Эти установки также получили распространение в поверочной практике.
В 1952 году присуждена Сталинская премия 3-й степени за создание и внедрение образцовых приборов и установок для измерения усилий и давлений, и присвоено звание лауреата Сталинской премии. Работы Жоховского по созданию эталонной грузопоршневой аппаратуры обеспечили СССР (1950—1980) лидирующее положение в мире в области измерений давления.

### Теория неуплотнённого поршня
Параллельно с создание новых приборов велась разработка вопросов гидродинамической теории неуплотнённого поршня как основного элемента этих приборов. Разработанная теория явилась большим вкладом в науку СССР, а изданная монография «Теория и расчёт приборов с неуплотнённым поршнем, 1959» вплоть до 3-го издания служила единственным руководством в этой области приборостроения и метрологии.

### Исследования в области физики высоких давлений
Ещё одно направление работ относится к экспериментальным исследованиям свойств веществ при высоких давлениях. При непосредственном участии или по инициативе Жоховского изучались процессы плавления и полиморфных переходов, плотность и вязкость, электрическое сопротивление металлов и сплавов, определялись константы упругости и др.
Особое место в этом направлении занимали работы по созданию термодинамической шкалы высоких давлений (до 25 000 кгс/см2), в основу которой был положен процесс плавления ртути. При проведении этого цикла работ были обнаружены (на базе имевшихся экспериментальных данных) общие физические закономерности процесса плавления под давлением. Полученные при этом результаты послужили основанием к расширению этих исследований и распространению их на другие процессы фазовых переходов первого рода.
Впервые получено универсальное уравнение {\displaystyle p-T} кривых для всех основных видов фазовых переходов первого рода: процессы парообразования, сублимации, плавления, полиморфные переходы. Также впервые найдены уравнения для удельных объёмов пара и жидкости на линии насыщения. Все уравнения получили подтверждение на многочисленных экспериментальных данных для самых разнообразных веществ.
Полученные результаты были положены в основу разрабатываемого во ВНИИМС метода воспроизведения малых абсолютных давлений, а также имели общенаучное значение.

## Монографии
- Жоховский М. К. Приборы давления и вакуума. — 1-е изд. — Каталогиздат НКМ, 1936.
- Жоховский М. К. Приборы давления и вакуума. — 2-е изд. — Каталогиздат НКМ, 1938. — 109 с.
- Жоховский М. К., Разумихин В. Н. Измерение давления. — 1-е изд. — Каталогиздат НКМ, 1937.
- Жоховский М. К., Разумихин В. Н. Измерение давления. — 2-е изд. — Каталогиздат НКМ, 1938. — 212 с.
- Жоховский М. К., Разумихин В. Н. Измерение давления: приборы, их поверка и методика измерения. — М.; Л.: ОНТИ НКТП. Сектор стандартов и литературы по стандартизации, 1937.
- Жоховский М. К. Техника измерения давления и разрежения. — 1-е изд. — М.: Машгиз, 1950. — 180 с.
- Жоховский М. К. Техника измерения давления и разрежения. — 2-е изд., перераб. — М.: Машгиз, 1952. — 270 с.
- Жоховский М. К. Теория и расчёт приборов с неуплотнённым поршнем. — 1-е изд. — М.: Машгиз, 1959. — 202 с.
- Жоховский М. К. Теория и расчёт приборов с неуплотнённым поршнем. — 2-е изд. — М.: Стандартгиз, 1966. — 331 с.
- Жоховский М. К. Теория и расчёт приборов с неуплотнённым поршнем. — 3-е изд., перераб. и доп. — М.: Издательство стандартов, 1980. — 311 с.